# Renault Major
Renault R — сімейство вантажних автомобілів, що виробляються компанією Renault Trucks з 1980 до 1996 року. 

## Опис

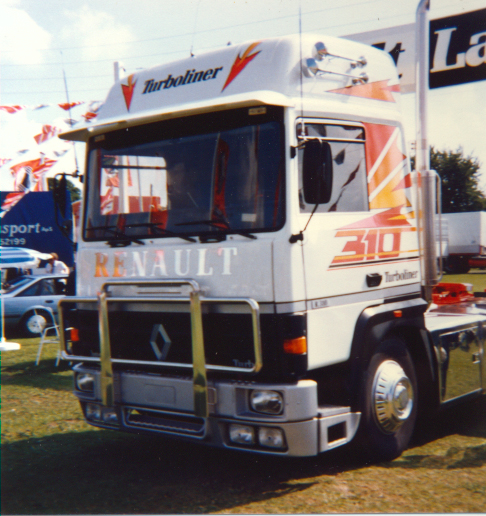
Renault R310 (1980-1986)

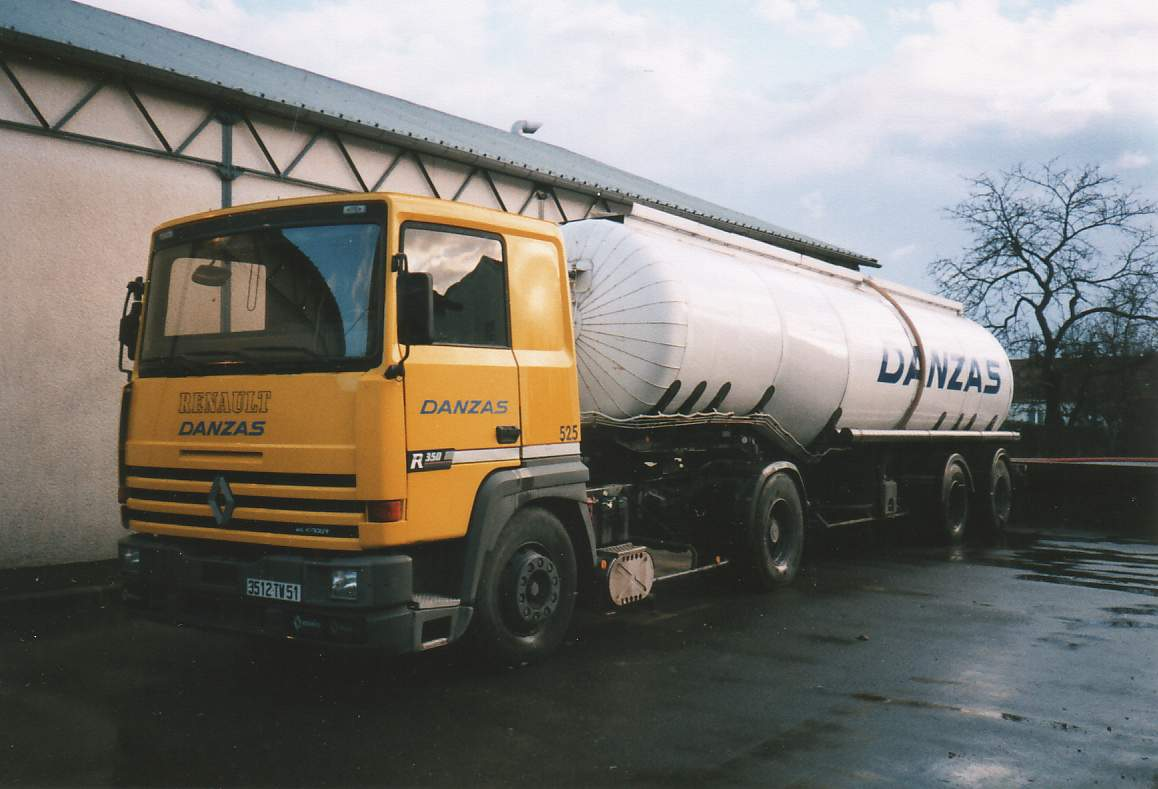
Renault R350 Major (1992—1996)

Вантажівки випускалися на заводах в Бурган-Брессе і Венісьйо під Ліоном. Автомобілі є наступниками моделі Berliet TR, після викупу компанії Berliet в 1978 році. Сімейство включало важкі 2-х і 3-х вісні вантажні автомобілі та сідлові тягачі для магістральних перевезень і роботи на будівництві. Спочатку серія складалася з моделей «R310», «R340», «R365 Турболайнер» (Turboliner) і «R390 Турболідер» (Turboleader) з двигунами потужністю 306—389 к.с. для роботи в складі автопоїздів повною масою до 180 тонн.
Renault R отримали кабіни KB 2480 (модернізована кабіна Berliet KB 2400) від Berliet TR. Крім звичайних «спальних» кабін пропонувався варіант «Максікюб» (Maxicub) зі скло-пластиковим спальним відсіком на даху.

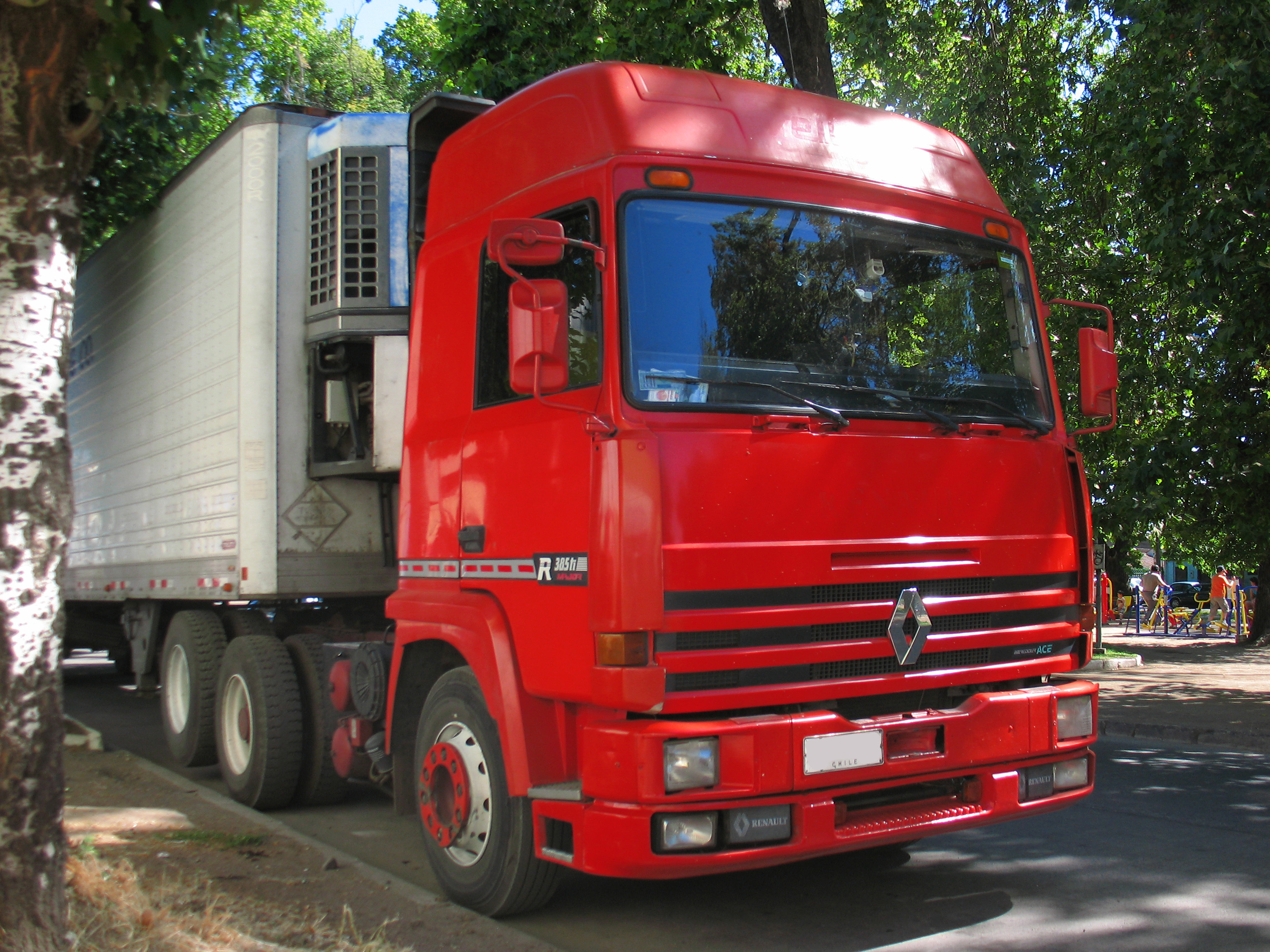
Renault R385TI Major зі скло-пластиковим спальним відсіком на даху

В 1980-ті роки сімейство поповнилося іншими моделями. На «R330» вперше використовувалася задня пневматична підвіска «Ейртронік» (Airtronic), а вантажівка «R420T» з 420-сильним дизелем V8 перша отримала дискові гальма на всіх колесах і антиблокувальну систему (АБС).
В 1990-ті роки програма вантажівок поповнилося варіантами, обладнаними дизелями з турбо-наддувом і проміжним охолодженням (моделі «R340TI», «RI357», «R385TI», «R420TI»).
З 1992 року автомобілі Renault R модернізували і почали називаюти Renault Major.

## Двигуни
- 9.8 L G-series MIDR 06.20.45 І6 338 к.с.
- 12 L G-series MIDR 06.35.40 І6 307/338/374/385/415 к.с.
- 14.88 L MIVS 08.35.30 V8 356/365 к.с.
- 14.88 L MIVR 08.35.30 V8 389/422 к.с.